# Emilio Becuzzi
Emilio Becuzzi (Livorno, 10 giugno 1886 – Roma, 26 agosto 1949) è stato un generale italiano, veterano della guerra italo-turca, della prima guerra mondiale e della guerra d'Etiopia.
Durante la seconda guerra mondiale fu comandante interinale della 133ª Divisione corazzata "Littorio", e successivamente effettivo della 15ª Divisione fanteria "Bergamo" schierata a Spalato, in Dalmazia. All'atto dell'armistizio dell'8 settembre 1943 cercò dapprima di resistere ai tedeschi in base alla "Memoria OP 44", raggiungendo un accordo di collaborazione con i partigiani jugoslavi in base agli ordini impartiti dal comandante della 2ª Armata, generale Mario Robotti, e del comandante del XVIII Corpo d'armata, generale Umberto Spigo. 
Successivamente quest'ultimo gli ordinò di consegnare il materiale militare italiano ai tedeschi non appena fossero giunti in città, ed egli decise di obbedire ignorando le insistenze dei partigiani, degli ufficiali alleati presenti in città, e di alcuni ufficiali italiani. Allora a Spalato scoppiò il caos, e l'intera Divisione "Bergamo", fu disarmata dai partigiani, ma la reazione tedesca fu rapida e il 19 iniziarono i bombardamenti aerei contro gli obiettivi italiani, tanto che egli decise di imbarcarsi sulla torpediniera della Regia marina Aretusa per raggiungere Bari, abbandonando così le proprie truppe. 
A quell'epoca risultava decorato con la Croce di Cavaliere dell'Ordine militare di Savoia, tre Medaglie d'argento e due di bronzo al valor militare.

## Biografia
Nacque a Livorno il 10 giugno 1886, figlio di Sante ed Enrichetta Spagnoni. Arruolatosi nel Regio Esercito entrò come allievo ufficiale nella Regia Accademia Militare di fanteria e Cavalleria di Modena, da cui uscì con il grado di sottotenente, assegnato all'arma di fanteria, il 19 settembre 1909.
Tra il 1911 e il 1912 partecipò alla guerra italo-turca,  venendo decorato di una Medaglia di bronzo al valor militare, successivamente tramutata in Medaglia d'argento, per il coraggio dimostrato nella battaglia di Gargaresh. Promosso tenente il 19 settembre 1912, dopo l'entrata in guerra del Regno d'Italia, avvenuta il 24 maggio 1915, combatté in forza presso il 1º Reggimento fanteria "Re", nei gradi da tenente, capitano e poi maggiore, venendo decorato con una seconda Medaglia d'argento al valor militare e una seconda di bronzo.
Dopo un servizio come ufficiale di Stato maggiore presso la Brigata Friuli quale aiutante di campo del comandante, fu promosso tenente colonnello il 1º dicembre 1926.
Il 31 dicembre 1936 fu promosso colonnello assumendo il comando dapprima dell'84º Reggimento fanteria "Venezia" di stanza a Firenze (febbraio 1936-giugno 1938), distinguendosi nel corso della guerra d'Etiopia, dove fu decorato con una terza Medaglia d'argento al valor militare. Rientrato in Italia passò poi in servizio presso il Comando del VII Corpo d'armata della stessa città, ottenendo infine il comando del Centro di esperienze della fanteria a Roma, dove si trovava all'atto della dichiarazione di guerra a Francia e Gran Bretagna, avvenuta il 10 giugno 1940.
Divenuto generale di brigata il 9 giugno 1941, il 21 novembre dello stesso anno fu nominato comandante della III Brigata corazzata della 133ª Divisione corazzata "Littorio" e in seguito, del 3 giugno 1942, destinato ad operare in Libia quale vicecomandante della 101ª Divisione motorizzata "Trieste", partecipando a tutti i cicli operativi riguardanti la riconquista della Cirenaica e di Tobruch e, il 26 giugno 1942, assunse per breve tempo le funzioni di comandante della Divisione corazzata "Littorio", ricoprendo tale incarico sino al 24 luglio, e mantenendo anche il comando della III Brigata corazzata, della stessa unità. Fu rimpatriato il 5 agosto per una lieve ferita all'inguine causata da scheggia di bomba d'aereo e sostituito prima dal generale Bizzi, poi dal generale Pederzini. Dopo una breve convalescenza, assunse a Firenze incarichi speciali presso il Comando della Difesa territoriale.
Il 26 marzo 1943 fu insignito della Croce di Cavaliere dell'Ordine militare di Savoia.
Dal 25 febbraio di quell'anno assunse incarichi speciali al comando della 2ª Armata (Supersloda) a Fiume, in Croazia, per poi esser assegnato definitivamente, il 1º marzo, al comando della 15ª Divisione fanteria "Bergamo", a Spalato, in Dalmazia. Era ancora al suo comando a Spalato quando arrivò la notizia dell'armistizio, la sera dell'8 settembre 1943.
Gli alti gradi dell'esercito presenti in Dalmazia, primo fra tutti egli stesso, erano a conoscenza della "Memoria OP 44", emessa dal generale Mario Roatta, ma non adottarono immediatamente alcun provvedimento significativo in chiave antitedesca, capace di rallentare il processo di dissolvimento dei reparti italiani. Recatosi personalmente a bordo di un idrovolante da Spalato a Zara per parlare personalmente col suo superiore, il generale Umberto Spigo, appena l'apparecchio ammarò, riprese subito quota perché a Spalato era stata segnalata la presenza in città dei reparti tedeschi. Messosi difficoltosamente in contatto a Zara con il comando del corpo d'armata, quest'ultimo gli confermò l'ordine già ricevuto dal comandante della 2ª Armata, generale Mario Robotti, di assumere accordi con le formazioni partigiane per la difesa della città in vista di un eventuale attacco tedesco.
Il 10 settembre ricevette presso il suo Quartier generale i rappresentanti del comando supremo partigiano, venuti appositamente da Jajce, tra cui l'avvocato Ivo Lola Ribar, rappresentante personale di Tito, il generale Costantino Popovic e tre ufficiali alleati facenti parte della missione, tra cui il futuro storico inglese Frederick William Deakin.
Raggiunto un accordo di massima egli volle avere l'autorizzazione del generale Spigo, suo superiore diretto, e quando poté avere il contatto radio con Zara scoprì che gli ordini erano completamente cambiati. Il generale Spigo gli ordinava la consegna del materiale militare italiano ai tedeschi non appena fossero giunti in città. Malgrado le insistenze degli esponenti partigiani, e degli ufficiali alleati ed anche di alcuni di quelli italiani, affinché si continuassero le trattative per raggiungere a una diretta e fattiva collaborazione italo-slava, tutto fu inutile. Egli rispose che avrebbe obbedito all'ordine diretto del suo superiore, anche se quest'ultimo era stato impartito sotto palese costrizione. Allora a Spalato successe il caos, e l'intera Divisione "Bergamo", priva di ordini chiari anche a causa delle sue incertezze, fu facilmente disarmata dai partigiani.
Il generale Becuzzi in seguitò affermò che la maggioranza dei soldati e degli ufficiali non fosse intenzionata a proseguire la guerra e quindi non avrebbe aperto il fuoco né contro i tedeschi né contro i partigiani. Circostanza smentita però dalle testimonianze di numerosi superstiti che sottolinearono che i soldati protestarono rumorosamente e che moltissimo armamento individuale fu reso inservibile o gettato in mare pur di non essere consegnato, e come molti automezzi furono ribaltati e quasi tutti i cannoni resi inservibili. Soltanto il giorno 16 egli si decise a sottoscrivere l'accordo con i partigiani e gli ufficiali alleati,  in cui risultava che le armi e il materiale militare erano state cedute spontaneamente, in cambio della fornitura di viveri ai militari e civili italiani presenti. Inoltre i partigiani si impegnavano a chiedere agli alleati, ormai presenti in Puglia, i mezzi per il rimpatrio degli italiani, cui veniva assicurata l'incolumità personale, salvo qualche elemento da considerarsi un criminale di guerra. La reazione tedesca fu immediata, e dopo un lancio di manifestini diretti ai soldati della "Bergamo" in cui si invitavano i militari ad arrendersi e, soprattutto, si imponeva di non consegnare nessuna arma ai partigiani, il giorno 19, verso mezzogiorno, si verificò un improvviso e violento bombardamento effettuato dai cacciabombardieri Junkers Ju 87 Stuka sui campi italiani di Spinut e Cappuccini, posizionati a nord della città, ai piedi del monte Mariano, che provocò la morte di quasi 300 soldati italiani, mentre altrettanti rimasero feriti.
Imbarcatosi poi sulla torpediniera della Regia marina  Aretusa per Bari, abbandonò la maggior parte delle truppe sotto il suo comando alla mercé dei tedeschi che, appena entrati in città, si abbandonarono, con gli alleati ustascia, a rastrellamenti e feroci rappresaglie, passando per le armi soldati e ufficiali dell'esercito italiano, tra cui i generali Alfonso Cigala Fulgosi, Angelo Policardi e Salvatore Pelligra. L'episodio sarà ricordato come il massacro di Treglia,  a lungo dimenticato dalle autorità italiane e riportato alla luce dalla figlia di uno degli ufficiali scomparsi dopo la resa, Carlo Linetti, maggiore e comandante di uno dei battaglioni di fanteria della divisione.

### Annotazioni
1. ↑  Alle sue dipendenze vi erano tre generali di brigata Salvatore Pelligra, Angelo Policardi e Alfonso Cigala Fulgosi.
2. ↑  L'accordo fu sottoscritto dall'avvocato Ribar, del generale Popovic, del maggiore inglese Deakin, dal capitano inglese Burke, del capitano statunitense Benson.

### Fonti
1. 1 2  Generals.
2. ↑  Gazzetta Ufficiale del Regno d'Italia n.243 del 10 novembre 1909, pag.5720.
3. ↑  Gazzetta Ufficiale del Regno d'Italia n.245 del 17 ottobre 1912, pag.6003.
4. ↑  Talpo 1994, p. 1085.
5. ↑  Talpo 1994, pp. 1138-1140.
6. 1 2 3 4 5 6 7 8 9 10  Arena di Pola.
7. ↑   La divisione Bergamo: Spalato, Croazia, su anpi.it. URL consultato il 24 febbraio 2019 (archiviato dall'url originale il 24 febbraio 2019).
8. ↑  de Bernart 1974, p. 7.
9. ↑  Aga--Rossi, Giusti 2011, p. 15.
10. ↑  Aga--Rossi, Giusti 2011, p. 144.
11. ↑  Aga--Rossi, Giusti 2011, pp. 144-145.
12. ↑  Vita e morte del soldato italiano nella guerra senza fortuna - Ed. Ferni Ginevra 1971 Vol. XII
13. ↑  Sito web del Quirinale: dettaglio decorato.
14. ↑  Supplemento Ordinario alla Gazzetta Ufficiale del Regno d'Italia n.80 del 7 aprile 1938, pag.20.
15. ↑  Supplemento Ordinario alla Gazzetta Ufficiale del Regno d'Italia n.140 del 23 novembre 1936, pag.41.
16. ↑  Supplemento Ordinario alla Gazzetta Ufficiale del Regno d'Italia n.271 del 16 giugno 1939, pag.10.
17. ↑  Registrato alla Corte dei conti lì 28 luglio 1941, registro 25, foglio 180.